# Schloss Fuchsmühl
Das Schloss Fuchsmühl steht im Markt Fuchsmühl im Landkreis Tirschenreuth am Ostrand des Steinwalds in der Oberpfalz in Bayern. Die Anlage wird als Bodendenkmal unter der Aktennummer D-3-6038-0011 im Bayernatlas als „archäologische Befunde des Mittelalters und der frühen Neuzeit im Bereich des Schlosses Fuchsmühl, darunter die Spuren von Vorgängerbauten bzw. älterer Bauphasen sowie abgegangener Gebäude und Bauteile“ geführt. Ebenso ist sie unter der Aktennummer D-3-77-119-3 als denkmalgeschütztes Baudenkmal von Fuchsmühl verzeichnet.

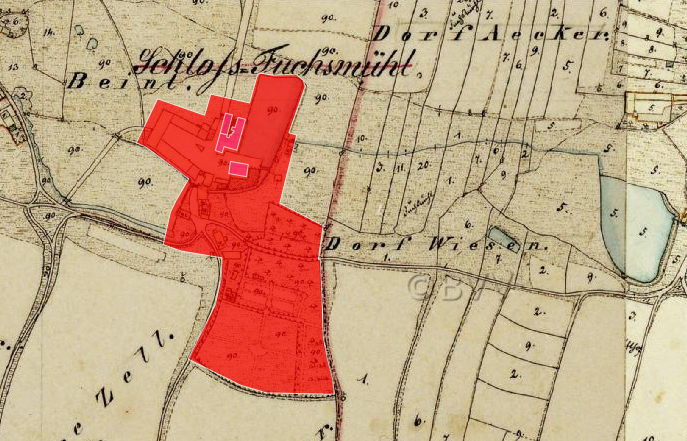
Lageplan von Schloss Fuchsmühl auf dem Urkataster von Bayern

## Beschreibung
Das Schlossareal umfasste im 14. Jahrhundert einfache Gebäude, die einen geschlossenen Bering bildeten; der Zugang erfolgte durch einen Torturm mit Pyramidendach. 1752 wurde das Schloss neben dem Torturm im Süden mit der Schlosskapelle Mariä Opferung erweitert, die 1820 restauriert wurde. 
Die Schlosskapelle ist ein rechteckiger Raum mit fünf Jochen ohne separatem Chor, Tonnengewölbe mit Stichkappen und Wandpilaster. Die Deckenmalerei und der Altar stammen wahrscheinlich aus dem Jahr 1752 (Rokoko). An der südlichen Seite der Kapelle befinden sich die Gräber von Daniel von Froschheim (gestorben 1645) und seiner Frau Eva Susanne geborene Nothaft von Weißenstein (gestorben 1660) mit Ehewappen. 
Im Laufe der Jahrhunderte gab es diverse architektonische Veränderungen am Schlossanwesen. Zuletzt wurden um 1980 Erweiterungsbauten vorgenommen.
Heute besteht das Schlossareal aus dem eigentlichen klassizistischen Schlossgebäude, dem Herrenhaus und der Schlosskapelle. Nach Westen schließt sich ein Wirtschaftshof mit Wirtschaftsgebäuden und einem Brauhaus an. Nach Osten und Süden erstreckt sich ein Landschaftspark mit Weihern und einem Gärtnerhaus.

## Geschichte
Die Geschichte des Schlosses reicht bis ins 12. Jahrhundert zurück. In Urkunden des 14. Jahrhunderts ist das Schloss Fuchsmühl als Ritter- und Lehensgut „Fossenmühl“ erwähnt. Der Name leitet sich von den damaligen Besitzern, den Herren von Fossenhofen ab.
Im Jahr 1363 wurde Hans Heckel, ein leuchtenbergischer Dienstmann, in einer Urkunde als Besitzer des Gutes erwähnt. Er verkaufte es 1394 an den Landgrafen Johann I. von Leuchtenberg. Später ging es als Lehensbesitz an den Ritter Konz von Wirsberg über.

### Die Trautenberger Ära
Auf die Wirsberger folgten die Herren von Trautenberg. Die schwedenfreundlichen Trautenberger ließen im Dreißigjährigen Krieg ihr Rittergut Fuchsmühl im Stich und flüchteten. Im Jahr 1587 vereinigten die Herren von Trautenberg das Gut Fuchsmühl mit dem böhmischen Landtafelgut Nacketsdörfel.
Im Dreißigjährigen Krieg war Schlossgut Fuchsmühl in Besitz von Johann Philipp Cratz von Scharffenstein, Kommandant der Oberpfalz in bayerischen Diensten, der jedoch zu den Schweden überlief. Nach seiner Gefangennahme in der Schlacht bei Nördlingen 1635 wurde er in Wien enthauptet. Als neuer Besitzer des Schlosses wurde in der Folge ein Oberst „Kaspar Snetter“ genannt. Bis 1657 waren nochmals die Trautenberger Besitzer des Schlosses.

### Die Froschheimer Ära (1657 bis 1820)
Im Jahr 1657 übernahm Daniel von Froschheim das Schloss, ihm folgte 1685 sein Sohn Franz Heinrich Daniel. Auf Wunsch seines Vaters erbaute er 1688 auf dem Hahnenberg bei Fuchsmühl ein Wallfahrtskirchlein zu Ehren der Mutter Gottes, das der Ursprung der heutigen Wallfahrtskirche Maria Hilf war.
Im Jahr 1672 wurde in Fuchsmühl eine kurfürstliche Nebenmautstelle der Hauptmaut Kemnath errichtet, da dort der Handelsverkehr von Leipzig und aus dem Vogtland nach Regensburg und umgekehrt erfolgen sollte. Fuchsmühl gewann damit den Anschluss an eine bedeutende Fernhandelsstraße.
Das Geschlecht der Froschheimer erlosch mit dem Königlich Bayerischen Kämmerer, Regierungsrat und Hofgerichtsrat zu Amberg, Josef Daniel von Froschheim. Er wurde am 1. Mai 1786 in den Freiherrnstand erhoben und starb am 16. Oktober 1820 kinderlos in Fuchsmühl.

### Von 1820 bis 1945
Wenig später verlieh König Max I. von Bayern Schloss Fuchsmühl als Ritterlehen seinem Justizminister Staatsminister Friedrich Freiherr von Zentner. 1843 erhielt Generalleutnant Karl Freiherr von Zoller das Schloss, danach sein Sohn Maximilian Freiherr von Zoller. Mit ihm erlosch die Linie des erstbeliehenen Karl Freiherr von Zoller. 1889 kam das Gut an Ludwig von Zoller aus einer Nebenlinie. Unter seiner Ägide kam es am 29. und 30. Oktober 1894 zur Fuchsmühler Holzschlacht. Sein Sohn Alexander von Zoller verkaufte im Jahr 1937 Schloss Fuchsmühl samt Ländereien für 600.000 Reichsmark an die Stadt Augsburg, die noch heute das Forstrevier Fuchsmühl mit rund 900 Hektar Wald betreibt.

### Von 1945 bis heute
Ab 1946 fanden in Schloss Fuchsmühl die Schwestern vom heiligen Kreuz aus Eger im Sudetenland eine neue Bleibe, die dort ein Waisenhaus einrichteten. Im Jahr 1949 erwarb die Gemeinde Fuchsmühl das Schlossgut und ließ die Wirtschaftsgebäude in Wohnungen umbauen. Ab den fünfziger Jahren wurde das Hauptgebäude als Pension genutzt. Nachdem es aufgrund wirtschaftlicher Probleme aufgegeben worden war, nutzte es die Porzellanfabrik Seltmann Weiden als Unterkunft für Mitarbeiter. 1968 wurde das Schloss verkauft und erneut als Hotel betrieben. Die Eigentümer vermachten es im Jahr 1987 der Arbeiterwohlfahrt (AWO) Berlin, die es von 1987 bis 2010 als Bildungs- und Erholungseinrichtung und Hotel nutzte. Seit Dezember 2011 ist das Schloss wieder in Privatbesitz und seit 2015 wieder ein Hotel.